# Un hiver à Central Park
Pour plus de détails, voir Fiche technique et Distribution.
Un hiver à Central Park (titre original : The Other Woman) est une comédie dramatique américaine réalisée et écrite par Don Roos avec Natalie Portman, Lisa Kudrow et Scott Cohen, sorti en 2009.
Il est sorti en France (uniquement sur support DVD), grâce au succès qu'a rencontré Natalie Portman pour son interprétation dans Black Swan, primée aux Oscars 2011. Le film est l'adaptation du roman homonyme de 2006 (en français Mercredi au parc), écrit par Ayelet Waldman.
Il a été projeté pour la première fois à Toronto lors du Festival International du Film de Toronto le 16 septembre 2009.

## Synopsis
(mai 2024).
Le contenu est difficilement compréhensible vu les erreurs de traduction, qui sont peut-être dues à l'utilisation d'un logiciel de traduction automatique.
Emilia est une jeune avocate de New York, qui en peu de temps, voit sa vie tourner au drame : elle et son mari, Jack, se séparent à la suite de la mort de leur fille unique, Isabel, causée par le syndrome de la mort subite du nourrisson. La jeune femme vit cette perte comme une punition, et elle ne parvient pas à faire son deuil et avancer, après avoir appris qu'elle est stérile et ne peut pas avoir d'autres enfants. 
Cataloguée de briseuse de ménage, elle attire la colère irréductible de l'ex-femme de Jack, Carolyn, qui tombe également enceinte (après avoir appris la nouvelle de la mort d'Isabel, elle réalise qu'elle veut un autre enfant). Emilia pense que c'est par pure méchanceté envers elle. 
Elle essaye de commencer à bien s'entendre avec son beau-fils William (Charlie Tahan), qui la contrarie par des références constantes à sa petite fille morte (il affirme notamment que selon la loi juive, Isabel n'a pas vécu assez longtemps pour être considérée comme un être humain à part entière). Les efforts d'Emilia pour créer un lien avec William n'aboutissent pas et parviennent seulement à donner une mauvaise image d'elle à Carolyn et Jack.
Emilia trouve le courage de raconter à Jack les détails qu'elle n'a jamais avoués à propos de la mort de leur fille Isabel, décédée trois jours après sa naissance. Ce matin-là, Emilia ne l'a pas retrouvée morte dans son berceau, mais sur sa poitrine, où le bébé s'était probablement étouffé après que sa mère se soit endormie. Malgré le fait que le couple ait appelé une ambulance, il n'y avait plus rien à faire. La culpabilité d'avoir tué sa propre fille était la vraie cause de son malaise.
Elle quitte le foyer familial, essaye de se réconcilier avec son père (qui avait trompé sa mère) et travaille avec d'anciens amis à un bureau d'aide juridique. Elle est surprise quand Carolyn l'appelle et lui demande de venir à son bureau. Celle-ci, d'abord contrariée qu'elle ait quitté le foyer, lui avoue qu'elle a dit à William qu'il y a une possibilité qu'Emilia ait accidentellement tué Isabel à cause de sa négligence ; Carolyn, irritée, ajoute que son fils était en colère contre son attitude et lui a dit qu'elle devrait avoir honte d'elle-même. Puis elle raconte à la grande surprise d'Emilia qu'elle a personnellement examiné le rapport d'autopsie d'Isabel et peut confirmer qu'Emilia n'a pas tué le bébé. Emilia commence à pleurer lorsqu'elle prend conscience que la mort d'Isabel n'est pas de sa faute et qu'elle a passé trop beaucoup de temps à se blâmer. Emilia va retrouver Jack et lui raconte toute l'histoire mais il lui répond qu'ils ne peuvent plus se réconcilier. 
Lors du mariage de Carolyn à la mairie, une crise permet à Emilia d'aider William, et Jack lui propose un rendez-vous galant, ce qui réjouit Emilia et laisse entendre que le couple se remettra ensemble bientôt.
À la naissance du bébé de Carolyn, Emilia emmène William au parc et lui donne un bateau que son père lui avait offert lorsqu'elle avait son âge. Elle lui dit ensuite : « Je t'aime, William » et il répond « Je sais ». Il la regarde de nouveau et  dit: « Moi aussi ». 
Le film se termine par un montage d'images et d'art, montrant les différents personnages de l'histoire.

## Fiche technique
- Titre original : The Other Woman
- Réalisation : Don Roos
- Scénario : Don Roos, adapté du roman Love and Other Impossible Pursuits de Ayelet Waldman
- Photographie : Steve Yedlin
- Montage : David Codron
- Direction artistique : Nithya Shrinivasan
- Décors : Michael Shaw
- Costumes : Peggy A. Schnitzer
- Musique : John Swihart
- Production : Carol Cuddy, Marc Platt
- Production exécutive : Dan Bucatinsky, Natalie Portman, Noel Lohr, Rena Ronson
- Sociétés de production : Incentive Filmed Entertainment, Handsomecharlie Films, Is or Isn't Entertainment, Marc Platt Productions
- Distribution : Incentive Film Distribution
- Langue : anglais
- Pays d'origine :  États-Unis
- Société de distribution : Incentive Film Distribution
- Format : Couleurs 2.35 x 1
- Genre : drame, comédie
- Durée : 119 minutes
- Dates de sortie :
  -  Canada : 16 septembre 2009 au Festival International du Film de Toronto
  -  France : 14 octobre 2010 (Télévision)
  -  États-Unis : 1er janvier 2011 (VOD) ; 4 février 2011 (au cinéma)

## Distribution
- Natalie Portman (VF : Sylvie Jacob) : Emilia Greenleaf
- Lisa Kudrow : Dr Carolyn Soul
- Scott Cohen (VF : Bernard Lanneau) : Jack Woolf
- Charlie Tahan : William Woolf
- Daisy Tahan : Emma
- Elizabeth Marvel : Pia
- Mona Lerche : Sonia
- Tom Stratford : Papa
- Mary Joy : Marilyn
- Maria Dizzia : Jaime Brennan

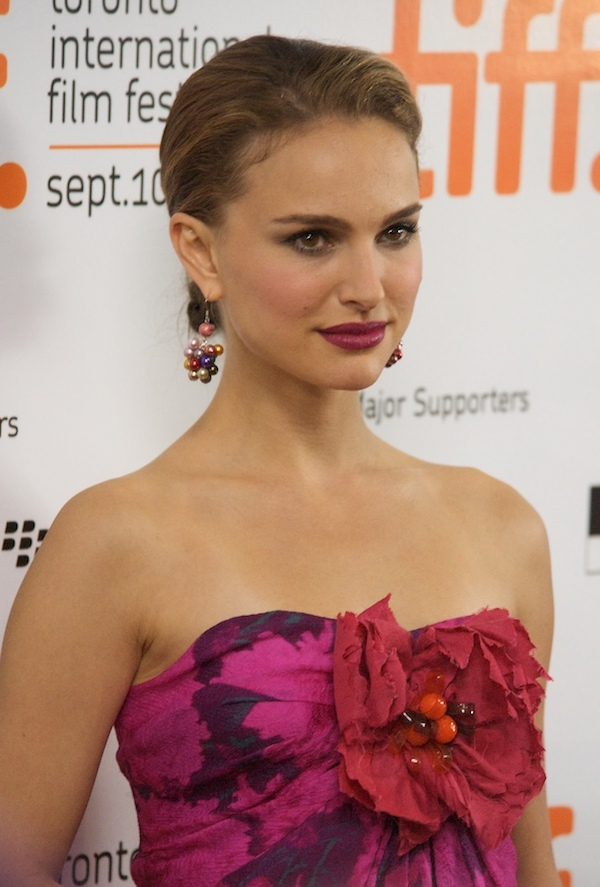
L'actrice principale Natalie Portman pour la présentation du film au Festival international du film de Toronto 2009.

- Doug Williford : le dentiste de Carolyne
- Dave Bradford : le chauffeur de taxi (non crédité)
- Gail Bugeja : volontaire (non crédité)
- Peter Conboy : marcheur volontaire (non crédité)
- Loukas Papas : invité de la fête (non crédité)
- Lauren Ambrose : Mindy
- Kendra Kassebaum : Sharlese
- Daisy Tahan : Isabel
- Anthony Rapp : Simon
- Debra Monk : Laura

## Autour du film
- The Other Woman a d'abord été connu sous les titres provisoires 17 Pictures Of Isabel[1] puis Love and Other Impossible Pursuit[2].
- Jennifer Lopez devait initialement jouer le rôle de Emilia Greenleaf, mais elle a quitté le projet en 2008, laissant ainsi le rôle à Natalie Portman[3].